# Georama

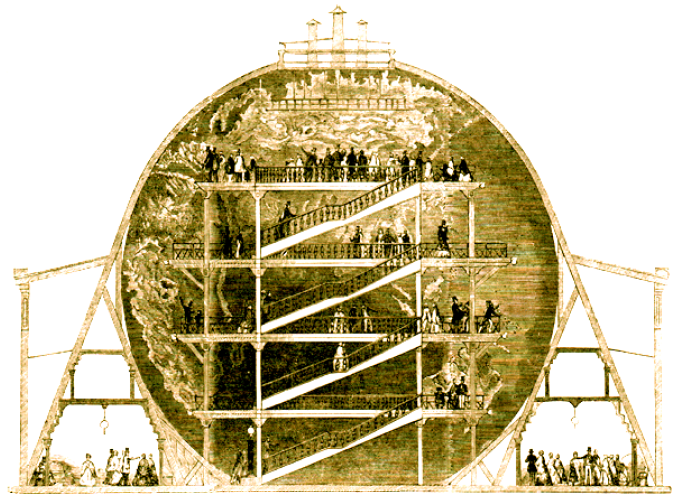
Wylds „Great Globe“

Als Georama (griech.) bezeichnet man eine Variante des Panoramas, die ein Übersichtsbild der Erde im großen zeigt; als Georama bezeichnet man daher auch einen großen, hohlen Globus, welcher auf der innern Fläche Darstellungen der Kontinente, Meere, Gebirge, Flüsse etc. enthält, die man vom Mittelpunkt aus überschaut.
Ein vom englischen Geographen und Kartographen James Wyld von 1851 bis 1862 in London aufgestellter „Great Globe“ war im Maßstab von einem Zoll auf zwei Meilen (1:126720) ausgeführt und innen für die Besucher mit vier übereinanderliegenden Galerien versehen. Dieses Georama bildete auf seiner Innenseite die Erdoberfläche maßstabsgetreu, die Erhebungen mit dreifacher Überhöhung nach.